# Paleoecología
La paleoecología es la rama de la paleontología que estudia los organismos y ambientes del pasado a través del registro geológico (registros fósil y estratigráfico) para reconstruir las relaciones ecológicas entre los organismos y los ecosistemas presentes en la Tierra durante las diferentes eras geológicas.

## Descripción
El campo de investigación paleoecológico incluye el ciclo vital de los organismos extintos, las relaciones recíprocas entre las especies identificadas por sus fósiles, su medio ambiente o las maneras en que murieron, se depositaron y fueron sepultados (tafonomía). 

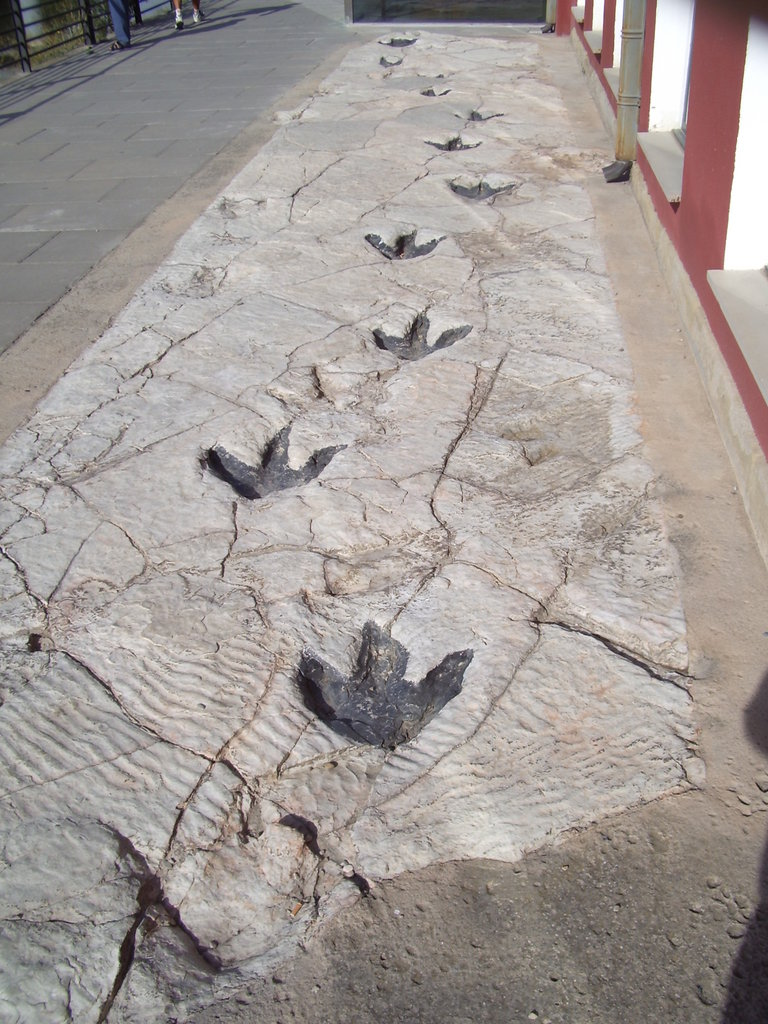
Icnitas de dinosaurio: la trayectoria de las huellas y la presencia de ondulita son elementos para reconstruir el ambiente y el modo de vida de este dinosaurio.

El objetivo de la paleoecología es el de reconstruir el modelo más detallado posible del ecosistema de organismos que hoy se encuentran dentro de rocas sedimentarias como fósiles. Estas reconstrucciones ecológicas se hacen teniendo en cuenta, como base de partida, los actuales ambientes naturales y parámetros biológicos, físicos y químicos que los caracterizan, como la temperatura media y sus rangos, la naturaleza y cantidad de comida disponible, el grado de intensidad de la iluminación solar, la salinidad del agua etcétera. Gran parte de estos parámetros no pueden deducirse directamente de los sedimentos y han de deducirse indirectamente.

## Técnicas e instrumentos utilizados
Los instrumentos que utiliza la paleoecología son variados, complejos y necesitan relacionarse entre sí, en cuanto que los procesos de fosilización y sedimentación conservan sólo una mínima fracción de la información que los expertos observan en los ambientes naturales actuales. Los principales son:
- Reconocimiento y descripción del ambiente en el que ocurrió la sedimentación, deducida del estudio sedimentológico del yacimiento.
- Análisis estadístico[2] de los hallazgos fósiles, como la relación numérica entre animales carnívoros y herbívoros, porcentaje de individuos adultos y jóvenes, relevancia de la concurrencia de ciertas especies fósiles en los mismos yacimientos (con el objetivo de reconstruir la cadena biológica y trófica de diversos organismos), etcétera.
- Estudio del estado de la evolución animal y vegetal y de los filos existentes durante el periodo geológico en que se han depositado los restos y sedimentos a estudiar.
- Observación de los huellas fósiles de movimiento sobre paleosuperficies.
- Identificación, interpretación y reconocimiento de marcas de predación sobre huesos y conchas fósiles.
- Reconocimiento de la presencia de especies típicas como indicadores ambientales, por ejemplo de corales, cuyo metabolismo requiere de precisas condiciones de salinidad de las aguas, intervalos definidos de temperatura y aguas limpias.

## Paleoecología delperíodo Cuaternarioy delHoloceno
Muchos estudios paleoecológicos se han concentrado en los sedimentos depositados en los últimos dos millones de años, es decir, en el periodo Cuaternario. Esta concentración de estudios se explica por dos motivos:
1. La abundancia de sedimentos cuaternarios en la superficie de la corteza terrestre[cita requerida] y la mejor preservación de su contenido fósil. Los fósiles de sedimentos más antiguos, habiendo soportado durante mayor tiempo los procesos y fenómenos post-sedimentarios provocados por la compactación de las rocas, el aumento de la temperatura o el movimiento de fluidos con la consiguiente diagénesis, resultan estadísticamente más escasos y peor conservados.
2. Las condiciones ecológicas de muchas especies registradas en estos sedimentos son confrontables con las de muchas especies actuales emparentadas con aquellas, y a menudo en el registro fósil se identifican especies aún vivientes, cuya ecología es, por lo tanto, inequívocamente conocida.

Se pone una particular atención a los sedimentos del Holoceno, depositados durante los últimos 11 000 años o entre las fases de las eras glaciales e interglaciales, es decir, hasta hace 50 000 años. Estos estudios sirven para comprende la dinámica del ecosistema de la Tierra en su globalidad, antes de que se viese afectado por la actividad humana pero con la disposición de las masas continentales y los océanos prácticamente igual a la actual. De hecho, estos estudios se integran en la climatología.